# Гулієв Аяз Бахтіярович
Аяз Бахтіярович Гулієв (рос. Аяз Бахтиярович Гулиев, азерб. Ayaz Bəxtiyar oğlu Quliyev, нар. 27 листопада 1996, Москва) — російський та азербайджанський футболіст, півзахисник азербайджанського клубу «Сабах»
Виступав також за «Спартак» (Москва) та молодіжну збірну Росії.

## Клубна кар'єра

### Ранні роки
Вихованець московського «Спартака». Займатися футболом почав у п'ять років у «ДЮСШ Спартак-2», а через рік перейшов до «Спартака» у групу шестирічних футболістів. У 2013 році дебютував у дублюючій команді «Спартака», де провів 38 матчів та забив 5 голів.
У 2014 році почав виступати за фарм-клуб «Спартак-2». У сезоні 2015/16 зіграв за «Спартак-2» 23 матчі. Свій єдиний гол у сезоні забив 11 березня 2016 року у ворота «Променя-Енергії», відзначившись на 81-й хвилині. У сезоні 2016/17 у складі «Спартака-2» виходив на поле у 17 матчах першості ФНЛ. Отримав 5 жовтих карток і не відзначився результативними діями. У січні 2017 року брав участь у зимових зборах основної команди «Спартака».

### «Анжі» та «Ростов»
На початку 2017 року перейшов до махачкалінського «Анжі» на правах оренди. Свій перший матч провів 1 березня 2017 року в 1/4 фіналу Кубка Росії проти «Уфи», відзначившись жовтою карткою на 80-й хвилині. 13 березня 2017 року Гулієв дебютував у Прем'єр-Лізі, вийшовши у стартовому складі у матчі 19-го туру проти «Спартака». У сезоні 2016/17 провів за «Анжі» 11 матчів у чемпіонаті Росії, відзначившись 4 жовтими картками. 13 липня 2017 року «Анжі» знову орендував Гулієва, до кінця сезону 2017/18. 22 жовтня 2017 року забив перший гол у РПЛ, відзначившись у домашній зустрічі з тульським «Арсеналом» (3:2). У середині грудня «Анжі» достроково розірвав оренду і Гулієв повернувся до «Спартака».

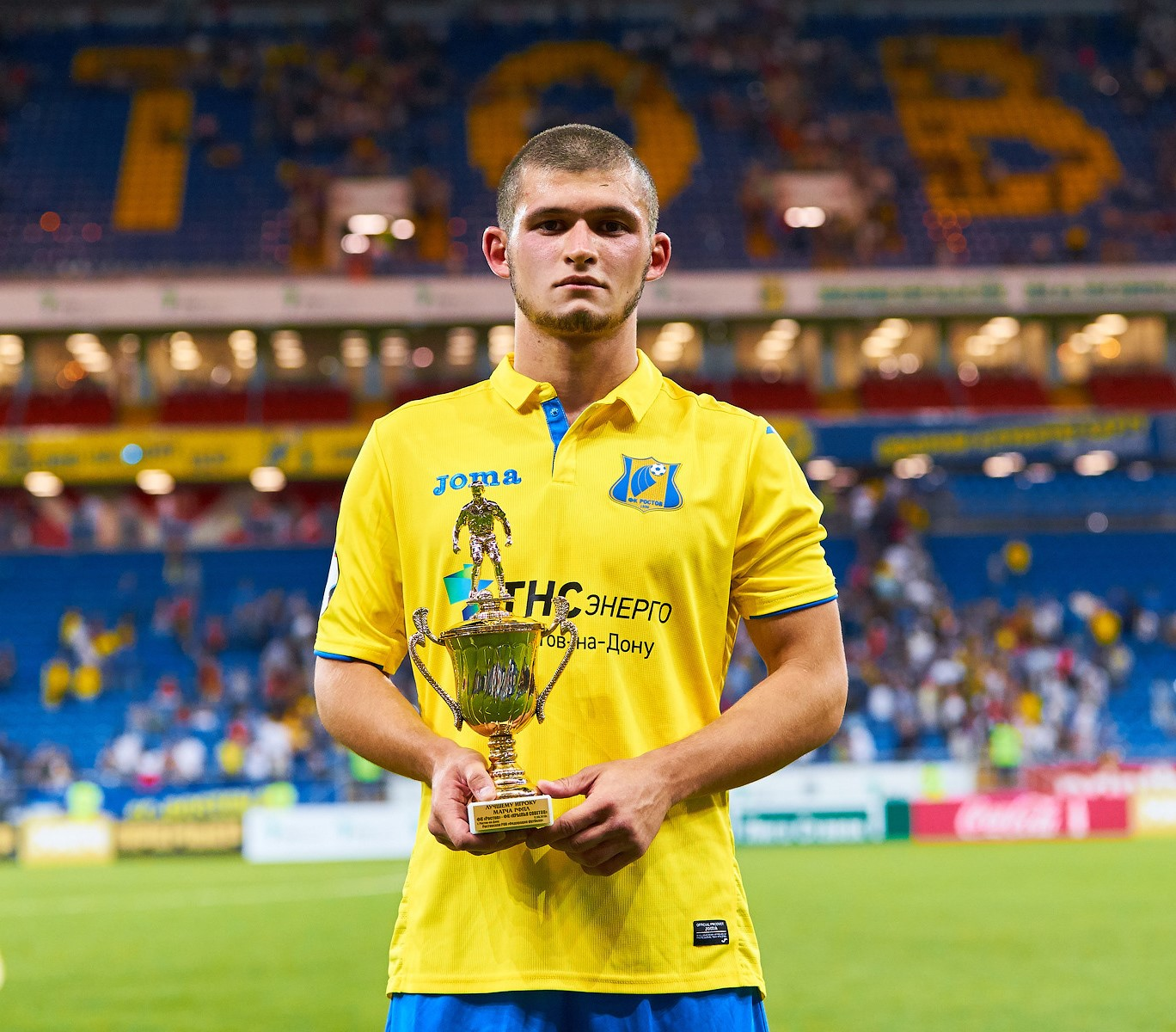
Гулієв у складі «Ростова» 12 серпня 2018 року з трофеєм найкращого гравця матчу РПЛ.

10 січня 2018 року на правах оренди до кінця сезону перейшов у «Ростов». Дебютував 2 березня у гостьовому матчі проти «Краснодара» (1:3). 6 червня 2018 року «Ростов» викупив Гулієва у «Спартака». Перший гол за «Ростов» забив 19 серпня 2018 року в домашньому матчі проти красноярського «Єнісея» (4:0). У серпні та вересні 2018 року був визнаний найкращим футболістом місяця за результатами голосування вболівальників.

### Повернення до «Спартака»
9 січня 2019 року повернувся до московського «Спартака» і підписав з клубом довгостроковий контракт. Дебютував за «Спартак» 3 березня 2019 року у матчі 18-го туру чемпіонату Росії проти «Краснодара» (1:1) вийшовши у стартовому складі. 21 квітня 2019 року в матчі 24-го туру чемпіонату проти красноярського «Єнісея» (2:0) забив свій перший гол за «Спартак».
25 травня 2020 року керівництво «Спартака» прийняло рішення перевести Гулієва в «Спартак-2» (проте через дострокове завершення сезону ФНЛ через пандемію коронавірусу, команда не тренувалась і Гулієв вирушив додому, де тренувався самостійно), оскільки він порушив командну дисципліну, що виявилося в некоректному спілкуванні. Гравець неодноразово ставив під сумнів вказівки сербського тренера з фізпідготовки Владимира Чипзановича, через що існував і варіант дострокового припинення трудових відносин з ініціативи «Спартака».
У січні 2021 року з'явилася інформація про те, що «Ростов» хоче повернути Гулієва. 11 травня 2021 року «Спартак» та Гулієв розірвали трудовий договір за згодою сторін.

### «Арсенал», «Хімки» та «Сабах»
21 червня 2021 року на правах вільного агента перейшов у тульський «Арсенал», підписавши дворічний контракт. Дебютував за клуб 15 серпня 2021 року в матчі 4-го туру чемпіонату Росії проти «Краснодара» (2:3), вийшовши на 46-й хвилині. Загалом у сезоні 2021/22 за «Арсенал» провів у всіх турнірах 26 матчів, але за підсумками сезону клуб вилетів до Першої ліги.
8 червня 2022 року перейшов у «Хімки», підписавши контракт до кінця сезону 2023/24. Дебютував за клуб 20 серпня 2022 року у матчі 6-го туру чемпіонату Росії проти московського «Локомотива» (0:3), вийшовши на 65-й хвилині зустрічі замість Дениса Глушакова. Усього за «Хімки» провів 22 матчі у всіх турнірах
28 серпня 2023 року перейшов до азербайджанського клубу «Сабах». Дебютував за клуб 17 вересня 2023 року в матчі 6-го туру чемпіонату Азербайджану проти «Карабаха» (0:2), вийшовши на 63-й хвилині зустрічі замість Олексія Ісаєва. З командою став володарем Кубку Азербайджану у сезоні 2024/25. Станом на 12 липня 2025 року відіграв за бакинську команду 36 матчів в національному чемпіонаті.

## Кар'єра у збірній
Гулієв має коріння з Азербайджану, а народився в Москві, і зробив вибір грати за збірну Росії.

2011 року дебютував у складі юнацької збірної Росії (U-16) і надалі виступав за юнацькі збірні Росії різного віку. 2015 року став віце-чемпіоном Європи серед збірних до 19 років. Загалом на юнацькому рівні взяв участь у 39 іграх, відзначившись 10 забитими голами.
З 2015 року став залучатись до молодіжної збірної Росії. У листопаді 2016 року забив гол у контрольному матчі зі швейцарцями, вийшов на поле після перерви і на 62-й хвилині зробивши рахунок нічийним — 2:2. У 2018 році знову грав за молодіжну збірну, у матчах відбору на молодіжне Євро із Єгиптом та Сербією, а у матчі з Македонією не міг брати участь через перебір жовтих карток. Загалом на молодіжному рівні зіграв у 22 офіційних матчах, забив 3 голи.
У листопаді 2016 року у складі збірної ФНЛ брав участь у товариському матчі проти молодіжної збірної Кіпру.
У березні 2025 року Гулієв змінив спортивне громадянство Росії на азербайджанське, щоб мати право виступати за збірну Азербайджану. 

## Особисте життя
Батько Аяза за національністю — азербайджанець. Його коріння з міста Ленкорань та селища Борадігях Масаллінського району в Азербайджані. Батько після армії у віці двадцяти років переїхав до столиці Росії, де й познайомився з матір'ю майбутнього футболіста.

## Статистика виступів

### Статистика клубних виступів
Станом на 15 лютого 2017
| Сезон                          | Команда                        | Чемпіонат                      | Чемпіонат | Чемпіонат | Національний кубок | Національний кубок | Національний кубок | Континентальні кубки | Континентальні кубки | Континентальні кубки | Інші змагання | Інші змагання | Інші змагання | Усього | Усього | Усього |
| Сезон                          | Команда                        | Ліга                           | Ігор      | Голів     | Ліга               | Ігор               | Голів              | Ліга                 | Ігор                 | Голів                | Ліга          | Ігор          | Голів         | Ігор   | Голів  |        |
| ------------------------------ | ------------------------------ | ------------------------------ | --------- | --------- | ------------------ | ------------------ | ------------------ | -------------------- | -------------------- | -------------------- | ------------- | ------------- | ------------- | ------ | ------ | ------ |
| 2013–14                        | «Спартак-2» (Москва)           | ПФЛ                            | 2         | 0         | КР                 | 0                  | 0                  |                      | -                    | -                    |               | -             | -             | 0      | 0      |        |
| 2014–15                        | «Спартак-2» (Москва)           | ПФЛ                            | 7         | 0         | КР                 | 0                  | 0                  |                      | -                    | -                    |               | -             | -             | 0      | 0      |        |
| 2015–16                        | «Спартак-2» (Москва)           | ФНЛ                            | 23        | 1         | КР                 | 0                  | 0                  |                      | -                    | -                    |               | -             | -             | 0      | 0      |        |
| 2016-січ. 2017                 | «Спартак-2» (Москва)           | ФНЛ                            | 17        | 0         | КР                 | 0                  | 0                  |                      | -                    | -                    |               | -             | -             | 0      | 0      |        |
| Усього за «Спартак-2» (Москва) | Усього за «Спартак-2» (Москва) | Усього за «Спартак-2» (Москва) | 49        | 1         |                    | 0                  | 0                  |                      | -                    | -                    |               | -             | -             | 49     | 1      |        |
| січ.-черв. 2017                | «Анжі»                         | ПЛ                             | 11        | 0         | КР                 | 1                  | 0                  |                      | -                    | -                    |               | -             | -             | 12     | 0      |        |
| 2017-січ. 2018                 | «Анжі»                         | ПЛ                             | 11        | 1         | КР                 | 0                  | 0                  |                      | -                    | -                    |               | -             | -             | 11     | 1      |        |
| Усього за «Анжі»               | Усього за «Анжі»               | Усього за «Анжі»               | 22        | 1         |                    | 1                  | 0                  |                      | -                    | -                    |               | -             | -             | 23     | 1      |        |
| січ.-черв. 2018                | «Ростов»                       | ПЛ                             | 0         | 0         | КР                 | 0                  | 0                  |                      | -                    | -                    |               | -             | -             | 0      | 0      |        |
| Усього за кар'єру              | Усього за кар'єру              | Усього за кар'єру              | 109       | 13        |                    | 6                  | 1                  |                      | 1                    | 0                    |               | -             | -             | 116    | 14     |        |

## Досягнення
«Спартак-2»
- Переможець Першості ПФЛ: 2014/15 (зона «Захід»)

«Сабах»
- Володар Кубку Азербайджану: 2024/25

Росія (до 19)
- Срібний призер юнацького чемпіонату Європи: 2015

## Скандал зі побиттям пішохода
11 квітня 2019 року стало відомо, що Гулієв став ініціатором конфлікту на Червонорудній вулиці у Москві. Проїжджаючи нею на «Мерседесі», він не зупинився на червоний сигналу для водіїв на світлофорі. Серед пішоходів, які переходили вулицю, був громадянин США Майкл Коу Джон Елі, який ледь не потрапив під колеса автомобіля. Гулієв ударив його по обличчю, а через деякий час почав бити кулаками. Гулієв був затриманий поліцією, де вибачився, і американець написав заяву, що не має претензій до Гулієва. Керівництво «Спартака» заявило, що засуджує будь-які прояви насильства і вважає поведінку свого гравця неприпустимою; у зв'язку з цим клуб пообіцяв застосувати до гравця суворі дисциплінарні санкції. 19 квітня Мировий суд Москви позбавив футболіста прав водія на 4 місяці.